# Stanislaw Czetwertynski
Stanislaw Czetwertynski, né le 13 juin 1903 à Varsovie et mort le 12 avril 1990 à Tryon, est un joueur de tennis polonais.
Il est 1/8 de finaliste à Roland-Garros en 1927 où il perd contre René Lacoste.
En Coupe Davis, il joue 2 rencontres en 1926 contre le Royaume-Uni et 1927 contre la Belgique, totalisant 4 défaites en simple. Il est champion de Pologne en 1926 et 1927.

## Référence
1. ↑  Tennis archives